# Dziennik Ustaw Rzeszy

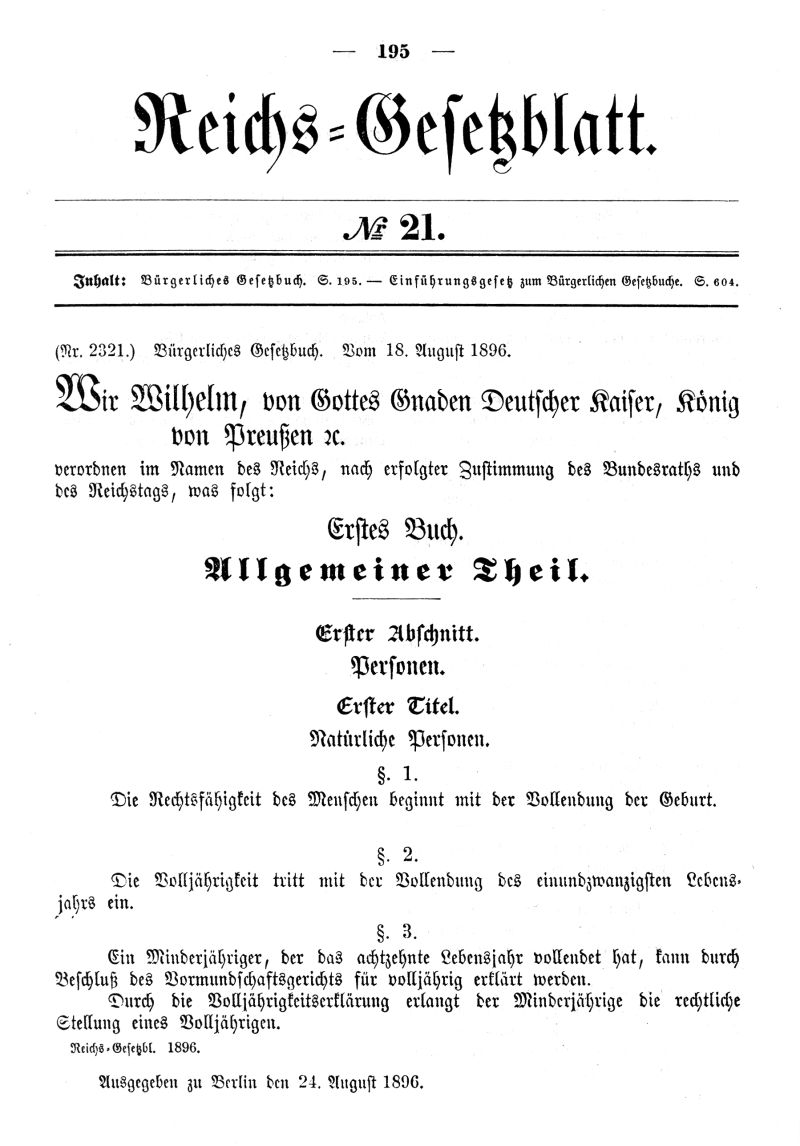
Ogłoszenie kodeksu cywilnego Bürgerlichen Gesetzbuchs (1896)

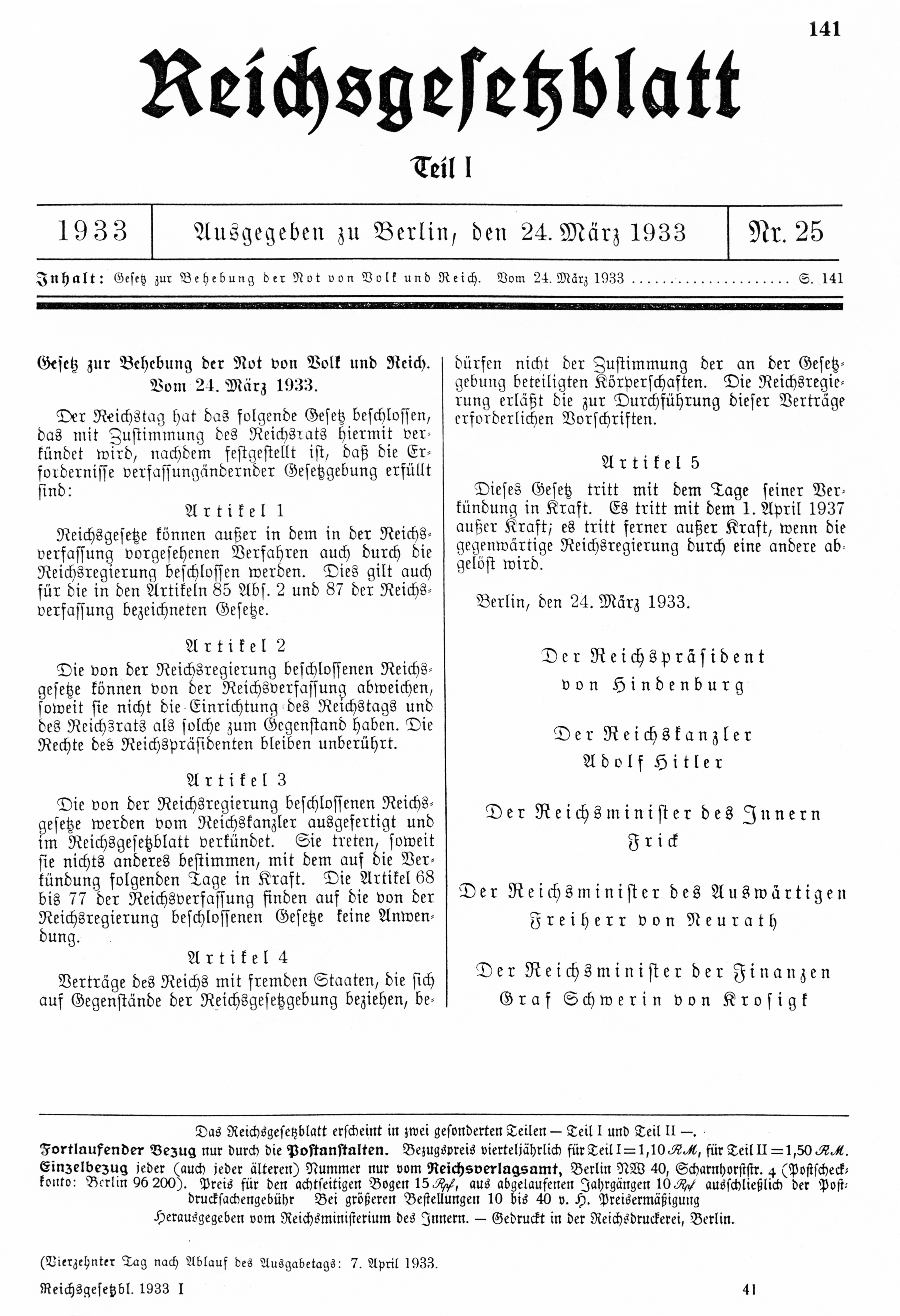
Ustawa o pełnomocnictwach (Ermächtigungsgesetz, 1933)

Dziennik Ustaw Rzeszy, niem. ofic. Reichsgesetzblatt (skrót: RGBl.) – oficjalny, urzędowy biuletyn (organ promulgacyjny) państwa niemieckiego w latach 1871–1945. Do roku 1922 był wydawany przez ministerstwo sprawiedliwości Rzeszy w Berlinie, później przez ministerstwo spraw wewnętrznych Rzeszy.
Już wcześniej istniał organ o tym tytule publikujący ustawy parlamentu frankfurckiego (1848/49).
Poprzednikami Dziennika Ustaw Rzeszy były: Federalny Dziennik Ustaw Związku Północnoniemieckiego (niem. Bundesgesetzblatt des Norddeutschen Bundes, skrót: BGBl.) [por. Związek Północnoniemiecki] (pierwsze wydanie 2 sierpnia 1867, ostatnie wydanie 20 stycznia 1871) i Federalny Dziennik Ustaw Konfederacji Niemieckiej (niem. Bundesgesetzblatt des Deutschen Bundes, skrót: BGBl.) [por. Cesarstwo Niemieckie] (pierwsze wydanie 27 stycznia 1871, ostatnie wydanie 2 maja 1871).
Pierwsze wydanie Dziennika Ustaw Rzeszy ukazało się 8 maja 1871 jako numer 19 i rozpoczynało się od strony 95, stanowiąc bezpośrednią kontynuację Federalnego Dziennika Ustaw Konfederacji Niemieckiej pod nowym tytułem.
Od 1 kwietnia 1922 Dziennik Ustaw Rzeszy ukazywał się w dwóch osobnych częściach: I i II. W drugiej części publikowano umowy międzynarodowe, ustawy dotyczące budżetu Rzeszy oraz ustawy, zarządzenia itp. dotyczące komunikacji kolejowej, żeglugi i wewnętrznych spraw Reichstagu, jak również spraw Centralnego Banku Rzeszy. Wszystkie pozostałe ustawy, rozporządzenia itp. ukazywały się w części I.
Ostatnie wydanie Dziennika Ustaw Rzeszy ukazało się 11 kwietnia 1945 (część I), względnie 5 kwietnia 1945 (część II).
Później do roku 1949 dokumenty Sojuszniczej Rady Kontroli Niemiec ukazywały się w Dzienniku Urzędowym Rady Kontroli Niemiec (niem. Amtsblatt des Kontrollrats in Deutschland). W roku 1949 zastąpiły go: obowiązujący do dnia dzisiejszego Federalny Dziennik Ustaw Republiki Federalnej Niemiec (niem.  Bundesgesetzblatt der Bundesrepublik Deutschland, skrót: BGBl.) i ukazujący się w latach 1949–1990 Dziennik Ustaw Niemieckiej Republiki Demokratycznej (niem. Gesetzblatt der Deutschen Demokratischen Republik, skrót: GBl.).